# طواف إسبانيا 2010
طواف إسبانيا 2010 هو سباق دراجات هوائية أقيم بتاريخ 28 أغسطس– 19 سبتمبر، تكون السباق من 21 مرحلة وامتدّ لمسافة 3333.8 كم. فاز به الإيطالي فينتشينزو نيبالي.

## الترتيب
| م                     | الدرّاج           | البلد           | الزمن |
| --------------------- | ---------------- | --------------- | ----- |
| الفائز بالترتيب العام | فينتشينزو نيبالي | إيطاليا         |       |
| الثالث                | خواكيم رودريغيث  | إسبانيا         |       |
| حسب النقاط            | مارك كافنديش     | بريطانيا العظمى | -     |
| الترتيب المركب        | فينتشينزو نيبالي | إيطاليا         | -     |